# Kaspar Rostrup
Kaspar Rostrup, född 27 april 1940 i Frederiksberg, är en dansk teater- och filmregissör samt skådespelare.

## Biografi
Kaspar Rostrup gick först ett år på Det Kongelige Teaters elevskola och därefter tre år på Aarhus Teaters elevskola där han utexaminerades 1966. Han debuterade som regissör på elevskolan 1965 med Dario Fos Marcolfa och engagerades som skådespelare och regissör vid Aarhus Teater samma år som han utexaminerades. 1967 var han med om att öppna Jomfru Ane Teater i Aarhus och 1967-1968 var han konstnärlig ledare för försöksscenen Vestergade 58 i samma stad. Hans genombrott som regissör kom 1969 med uppsättningen av William Shakespeares Hamlet på Aalborg Teater med inspiration från Jan Kotts Shakespeare vår samtida. Inspirerad av gästspelet med italienaren Luca Ronconis totalteateruppsättning av Ludovico Ariostos Orlando furioso (Den rasande Roland) satte han 1970 upp Henrik Ibsens Peer Gynt på samma teater där han rivit ut stolsraderna på parketten för att utnyttja hela teaterrummet. 1971 satte han upp Ludvig Holbergs Jeppe på Berget på Det Ny Teater i Köpenhamn, också den i Jan Kotts anda då han blottlade hur maktstrukturerna låg bakom Jeppes drickande.
Jeppe på Berget blev också Kaspar Rostrups debut som filmregissör 1981. Som regissör på TV debuterade han redan 1968 med De unævnelige av den tyske dramatikern Carl Sternheim. 1975-1976 spelade han in den danske romantikern Adam Oehlenschlägers Aladdin som TV-serie. Den stora TV-publiken nådde han 1996-1997 med serien Bryggeren. Hans största framgång som filmregissör är Dansen med Regitze 1989 som både tilldelades Robertpriset för årets danska spelfilm och Bodilpriset för bästa danska film samt nominerades till en Oscar för bästa icke-engelskspråkiga film.
1984 - 1992 var han chef för Gladsaxe Teater och 2006 - 2010 för Gladsaxe Ny Teater. På Gladsaxe fortsatte han med storslagna totalteaterföreställningar som Johann Wolfgang von Goethes Faust 1987 och dramatiseringen av Odysséen 1992. Men Rostrup har inte bara känsla för det storslagna utan har också visat sig som en skicklig personinstruktör som i Arthur Millers Heksejagt (Häxjakten) och Edward Albees Hvem er bange for Virginia Woolf? (Vem är rädd för Virginia Woolf?) på Gladsaxe 1977, Caryl Churchills Fjernt herfra (Far Away) på Betty Nansen Teatrets annexscen Edison 2001 och Henri Nathansens Indenfor Murene på Det Kongelige 2005.
1975 satte Kaspar Rostrup upp sin egen, Malin Voltaires och Kaj Nissens Optimisten i översättning av Agneta Pleijel på Stockholms stadsteater med bland andra Helge Skoog, Grynet Molvig, Meta Velander, Jane Friedmann och Frej Lindqvist.